# Савка Суботић
Савка Суботић (Нови Сад, 1834 — Нови Сад, 1918) билa je српски дoбрoтвoр и jeднa oд првих фeминисткињa у Војвoдини.

## Живoт
Рођена је 11. октобра 1834. у Новом Саду. Рођена је у имућној и угледној породици, од оца Јована Полита и мајке Јулијане Десанчић. Брат јој је био Михаило Полит-Десанчић. Са четири године је послата у приватну женску школу за основно образовање. Тада основно образовање није било обавезно, поготово не за женску децу. Велики допринос њеном образовању је имала и велика кућна библиотека. Од 1846. до 1848. године се образовала у Темишвару. Избијањем Мађарске буне и српско-мађарског рата, знатно су се погоршали животни услови њене породице, па је то утицало и на њено школовање. Савка је даље школовање наставила у Бечу, где је 1851. године склопила брак са доктором права, књижевником и политичарем, Јованом Суботићем. Касније се са мужем вратила у Нови Сад, али је и тада често мењала место живљења, због мужевљевог посла.
Имали су седморо деце: Дејана, Жарка, Виду, Верицу, Војислава, Бранислава и Озрена. Жарко и Вида, умрли су као деца, а Војислав је постао познати лекар.

## Рад Савке Суботић
Савка Суботић се залагала за подизање српских виших девојачких школа. Њен циљ је био да се побољша положај жена у друштву и да образовање не буде окренуто само мушкарцима. Сматрала је да жене нису предодређене само за улогу мајке и домаћице, већ да имају право на образовање и рад. Борила се за подизање свести код жена да треба мењати строго патријархалну заједницу. То је, пре свега, желела да уради са женама које су живеле у бољим економским условима, како би оне утицале на оне друге. Због тога је Савка сматрана за једну од првих феминисткиња у Војводини. У Новом Саду је оновала Прву женску задругу, која је помагала сиромашним девојчицама да се школују за учитељице.
Била је прва председница Кола српских сестара. Савка Суботић оставила је и записе о многим познатим и значајним личностима из друге половине 19. века и почетка 20. века. Познавала је радове Канта и Шопенхауера.
Умрла је 1918. године у Новом Саду. Сахрањена је у Земуну, у породичној гробници.